# Sant Antoni de Vilamajor
Sant Antoni de Vilamajor – gmina w Hiszpanii, w prowincji Barcelona, w Katalonii, o powierzchni 13,92 km². W 2011 roku gmina liczyła 5699 mieszkańców.